# Haradok
Haradok (en biélorusse : Гарадок) ou Gorodok (en russe : Городок ; en polonais : Horodek) est une ville de la voblast de Vitebsk, en Biélorussie, et le centre administratif du raïon de Haradok. Sa population s'élevait à 12 193 habitants en 2017.

## Géographie
Haradok est située à 34 km au nord-ouest de Vitebsk et à 235 km au nord-est de Minsk.

## Histoire
La première mention de Haradok remonte au XIIIe siècle. Jusqu'au XVIe siècle, le village était soumis au volost d'Eziarychtcha (en russe Ezerichtche), mais après la destruction de son château par une armée moscovite, Haradok fut fortifié et devint un centre de volost. En 1613, la ville fut rattachée à la province de Vitebsk du Grand-duché de Lituanie. Après la première partition de la Pologne, Haradok devint russe le 9 juillet 1772 et reçut le statut de ville. Elle fut d'abord rattachée au gouvernement de Polotsk de 1772 à 1796, puis au gouvernement de Biélorussie et à partir de 1802 à celui de Vitebsk. À la fin du XIXe siècle, la population de Haradok dépassait 5 000 habitants, dont 68 pour cent de Juifs. Après la Révolution de 1917, Haradok fut incorporée à la RSFS de Russie en 1919 et devint un centre de raïon de l'oblast de Vitebsk. Au cours de la Seconde Guerre mondiale, Haradok fut occupée par l'Allemagne nazie de juin 1941 à juin 1944. Au début de 1941, entre 120 à 200 Juifs de Haradok furent assassinés dans le cadre de la Shoah par balles. Les Juifs de la ville furent enfermés dans un ghetto et parfois contraints aux travaux forcés. D'août à octobre 1941, plusieurs exécutions de masse touchèrent la communauté juive. Le 14 octobre 1941, le ghetto fut liquidé et environ 400 Juifs furent massacrés dans la forêt voisine de Vorobevy.

## Population
Recensements (*) ou estimations de la population :
| 1860  | 1879  | 1897* | 1905  | 1923* | 1926* |
| ----- | ----- | ----- | ----- | ----- | ----- |
| 4 075 | 4 449 | 5 023 | 6 480 | 6 421 | 5 516 |

| 1939* | 1959* | 1970* | 1979*  | 1989*  | 1999*  |
| ----- | ----- | ----- | ------ | ------ | ------ |
| 7 300 | 7 602 | 9 508 | 12 263 | 14 338 | 14 100 |

| 2009*  | 2013   | 2014   | 2015   | 2016   | 2017   |
| ------ | ------ | ------ | ------ | ------ | ------ |
| 12 968 | 12 058 | 12 257 | 12 251 | 12 186 | 12 193 |

## Jumelage
La ville est jumelée à :
- Babaïevo (Russie)